# Doberschütz
Doberschütz é um município da Alemanha, situado no distrito da Saxônia do Norte, no estado da Saxônia. Tem 79,81 km² de área, e sua população em 2019 foi estimada em 4.094 habitantes.